# Mecynodontidae
De Mecynodontidae zijn een familie van uitgestorven tweekleppigen uit de orde Megalodontida.